# Ada Maria Serra Zanetti
Ada Maria Serra Zanetti (Bologna, 26 dicembre 1941) è una doppiatrice e direttrice del doppiaggio italiana.

## Biografia
Ha frequentato l'Accademia d'arte drammatica "Silvio d'Amico" dove si è diplomata nel 1965.
È stata attiva soprattutto in teatro, recitando in un unico film, Il testimone dello sposo. È nota per aver prestato la voce a Sônia Braga, Helen Mirren, Sigourney Weaver, Anjelica Huston, Vanessa Redgrave, Faye Dunaway, Gena Rowlands, Jacqueline Bisset e Lauren Bacall. Doppiando Helen Mirren in The Queen - La regina ha vinto il premio Voci a Sanremo nel 2007 come Miglior voce femminile nella sezione cinema.
Ha inoltre doppiato Farrah Fawcett in Spin City e dal 2007 al 2020 ha dato la voce al personaggio di Pamela Douglas (Alley Mills), tra i protagonisti della soap opera Beautiful.
Nel 1977 prestò la voce a Madame Medusa, la cattiva del film della Disney Le avventure di Bianca e Bernie.

### Vita privata
È la vedova dell'attore e doppiatore Vittorio Di Prima.

## Doppiaggio

### Film
- Helen Mirren in Gosford Park, Calendar Girls, In ostaggio, The Queen - La regina, Il mistero delle pagine perdute - National Treasure, Inkheart - La leggenda di cuore d'inchiostro, The Last Station, Il debito, Red, Hitchcock, Red 2, Amore, cucina e curry, Woman in Gold, Collateral Beauty, Fast & Furious 8, La vedova Winchester, Lo schiaccianoci e i quattro regni, Fast & Furious - Hobbs & Shaw, L'inganno perfetto, Anna, Shazam! Furia degli dei, Fast X, Barbie
- Sigourney Weaver in Alien, Aliens - Scontro finale, Una donna in carriera, Alien³, 1492 - La conquista del paradiso, Alien - La clonazione, Heartbreakers - Vizio di famiglia, Tadpole - Un giovane seduttore a New York, Holes - Buchi nel deserto, The Village, Avatar, Ancora tu!, Ricomincio da zero, Abduction - Riprenditi la tua vita, Rampart, Quella casa nel bosco, La fredda luce del giorno, Sette minuti dopo la mezzanotte, Avatar - La via dell'acqua, Misteri dal profondo
- Vanessa Redgrave in Giulia, Il mistero di Wetherby, Diceria dell'untore, E Caterina... regnò, Deep Impact, Miral, The Whistleblower, Coriolanus, Una canzone per Marion
- Faye Dunaway in Mannequin - Frammenti di una donna, Unico indizio: una sciarpa gialla, Quinto potere, Occhi di Laura Mars, Il racconto dell'ancella, Don Juan De Marco - Maestro d'amore, Dunston - Licenza di ridere
- Gena Rowlands in La sera della prima, All'ombra della Casa Bianca, Una donna molto speciale, Ricominciare a vivere, Scherzi del cuore, Identità violate
- Jacqueline Bisset in Class, Orchidea selvaggia, Il buio nella mente, L'uomo dai 7 capestri, L'educazione fisica delle fanciulle, Welcome to New York
- Anjelica Huston in La leggenda di un amore - Cinderella
- Gayle Hunnicutt in L'investigatore Marlowe
- Elizabeth Taylor in I commedianti
- Lauren Bacall in Acque del sud, Il grande sonno (ridoppiaggi 1975), Misery non deve morire
- Julie Christie in Messaggero d'amore, Miss Mary, Cappuccetto rosso sangue
- Stockard Channing in Amori & incantesimi, Le Divorce - Americane a Parigi, Partnerperfetto.com
- Joan Allen in Pleasantville, Quel che resta di mio marito
- Candice Bergen in Miss Detective
- Piper Laurie in Carrie - Lo sguardo di Satana, Tim - Un uomo da odiare
- Priscilla Presley in Una pallottola spuntata 2½ - L'odore della paura, Una pallottola spuntata 33⅓ - L'insulto finale
- Sônia Braga in Donna Flor e i suoi due mariti
- Meryl Streep in Manhattan
- Isabelle Adjani in Possession
- Emily Watson in La teoria del tutto
- Diane Baker in Il silenzio degli innocenti
- Bibi Besch in Star Trek II - L'ira di Khan
- Angie Dickinson in Vestito per uccidere
- Glenda Jackson in Terapia di gruppo
- Eileen Brennan in Invito a cena con delitto
- Maggie Smith in California Suite
- Natalie Wood in L'ultima coppia sposata
- Sandy Dennis in Jimmy Dean, Jimmy Dean
- Vivien Leigh in Via col vento (ridoppiaggio 1977)
- Audrey Totter in Una donna nel lago (ridoppiaggio)
- Fionnula Flanagan in Una scelta d'amore
- Gloria Stuart in L'uomo invisibile
- Anna Lee in Manicomio
- Irm Hermann in Un fratello a 4 zampe

### Film d'animazione
- Frieda in Snoopy cane contestatore
- Madame Medusa in Le avventure di Bianca e Bernie
- Rosanna in Il lago dei cigni
- Frieda in Cenerentola e gli 007 nani
- Nyra in Il regno di Ga'Hoole - La leggenda dei guardiani

### Serie televisive
- Sigourney Weaver in The Defenders, Ascolta i fiori dimenticati
- Farrah Fawcett in Spin City
- Ursula Andress in Big Man
- Barbara Eden in Strega per amore (stagione 1)
- Helen Mirren in 1923, Mobland

### Telenovelas
- Alley Mills in Beautiful (2006-2020)
- Sônia Braga in Dancin' Days